# Rudy White
Rudolph "Rudy" White (nacido el 23 de junio de 1953 en Silver City, Nuevo México) es un exjugador de baloncesto estadounidense que disputó cinco temporadas en la NBA. Con 1,88 metros de estatura, jugaba en la posición de base.

## Trayectoria deportiva

### Universidad
Jugó durante dos temporadas en los Sun Devils de la Universidad Estatal de Arizona, en las que promedió 10,6 puntos y 3,4 rebotes por partido. En su última temporada fue incluido en el segundo mejor quinteto de la Western Athletic Conference.

#### Estadísticas
| Temporada | Equipo        | Conf. | Partidos | MIN  | TC  | TCA | %TC  | 3P | 3PA | %3P | TL | TLA | %TL  | REB | PTS |
| 1972-73   | Arizona State | WAC   | 28       | 373  | 82  | 154 | .532 |    |     |     | 26 | 44  | .591 | 71  | 190 |
| 1974-75   | Arizona State | WAC   | 29       | 739  | 175 | 346 | .506 |    |     |     | 66 | 86  | .767 | 121 | 416 |
| Total     | Arizona State |       | 57       | 1112 | 257 | 500 | .514 |    |     |     | 92 | 130 | .708 | 192 | 606 |

### Profesional
Fue elegido en la cuadragésimo séptima posición del Draft de la NBA de 1975 por Houston Rockets, y también por los Spirits of St. Louis en la segunda ronda del Draft de la ABA, fichando por los primeros. Allí jugó durante 4 temporadas, pero en total no disputó nada más que 108 partidos en total, siendo uno de los jugadores menos utilizados por Johnny Egan primero, y por Tom Nissalke después. Sus mejores números los hizo en los 9 partidos que disputó en la temporada 1979-80, promediando 4,0 puntos y 1,0 rebotes.
Tras ser despedido, fichó como agente libre por Golden State Warriors, quienes tras 4 partidos lo traspasaron a Seattle SuperSonics a cambio de una futura segunda ronda del draft, donde al término de la temporada se retiró definitivamente.

## Estadísticas de su carrera en la NBA

### Temporada regular
| Temporada | Edad | Equipo                | Liga | P   | TIT | MIN  | TC  | TCA | %TC  | 3P  | 3PA | %3P  | TL  | TLA | %TL   | R.OF. | R.DEF. | REB | ASIS | ROB | TAP | PER | FP  | PTS |
| 1975-76   | 22   | Houston Rockets       | NBA  | 32  |     | 8.9  | 1.3 | 3.2 | .412 |     |     |      | 0.6 | 0.8 | .720  | 0.4   | 0.8    | 1.2 | 0.9  | 0.6 | 0.2 |     | 1.0 | 3.2 |
| 1976-77   | 23   | Houston Rockets       | NBA  | 46  |     | 8.0  | 1.0 | 2.3 | .443 |     |     |      | 0.3 | 0.5 | .600  | 0.3   | 0.6    | 0.9 | 0.8  | 0.2 | 0.0 |     | 0.8 | 2.4 |
| 1977-78   | 24   | Houston Rockets       | NBA  | 21  |     | 10.4 | 1.5 | 4.0 | .365 |     |     |      | 0.7 | 0.9 | .778  | 0.4   | 0.6    | 1.0 | 1.0  | 0.4 | 0.0 | 1.0 | 1.1 | 3.6 |
| 1979-80   | 26   | Houston Rockets       | NBA  | 9   |     | 11.8 | 1.4 | 2.7 | .542 | 0.0 | 0.0 |      | 1.1 | 1.4 | .769  | 0.0   | 1.0    | 1.0 | 0.6  | 0.6 | 0.0 | 0.9 | 0.9 | 4.0 |
| 1980-81   | 27   | TOTAL                 | NBA  | 16  |     | 13.0 | 1.4 | 4.1 | .354 | 0.0 | 0.1 | .000 | 0.9 | 1.0 | .938  | 0.1   | 0.6    | 0.7 | 1.3  | 0.6 | 0.1 | 0.8 | 1.4 | 3.8 |
| 1980-81   | 27   | Golden State Warriors | NBA  | 4   |     | 10.8 | 2.3 | 4.5 | .500 | 0.0 | 0.0 |      | 1.0 | 1.0 | 1.000 | 0.0   | 0.0    | 0.0 | 0.5  | 1.0 | 0.0 | 0.8 | 1.8 | 5.5 |
| 1980-81   | 27   | Seattle SuperSonics   | NBA  | 12  |     | 13.8 | 1.2 | 3.9 | .298 | 0.0 | 0.1 | .000 | 0.9 | 1.0 | .917  | 0.1   | 0.8    | 0.9 | 1.5  | 0.4 | 0.1 | 0.8 | 1.3 | 3.3 |
| Total     |      |                       | NBA  | 124 |     | 9.6  | 1.3 | 3.1 | .408 | 0.0 | 0.0 | .000 | 0.6 | 0.8 | .742  | 0.3   | 0.7    | 1.0 | 0.9  | 0.4 | 0.1 | 0.9 | 1.0 | 3.1 |

### Playoffs
| Temporada | Edad | Equipo          | Liga | P | MIN | TCA | TC | 3PA | 3P | TLA | TL | R.OF. | REB | ASIS | ROB | TAP | PER | FP | PTS | %TC  | %3P | %FT | MIN | PTS | REB | AST |
| 1976-77   | 23   | Houston Rockets | NBA  | 1 | 2   | 1   | 3  |     |    | 0   | 0  | 1     | 1   | 0    | 1   | 0   |     | 0  | 2   | .333 |     |     | 2.0 | 2.0 | 1.0 | 0.0 |
| Total     |      |                 | NBA  | 1 | 2   | 1   | 3  |     |    | 0   | 0  | 1     | 1   | 0    | 1   | 0   |     | 0  | 2   | .333 |     |     | 2.0 | 2.0 | 1.0 | 0.0 |